# Léfktro
Léfktro (grec moderne : Λεύκτρο) est une localité située dans le dème du Magne-Occidental, dans le district régional de Messénie, dans la périphérie du Péloponnèse, en Grèce.
Selon le recensement de 2021, elle compte 248 habitants.